# Thomas Emmrich
Thomas Emmrich (Berlino Est, 21 luglio 1953) è un ex tennista tedesco orientale.
Negli anni che vanno tra il 1970 e il 1988 vinse 47 titoli della Germania dell'Est, che a quel tempo portava avanti solo gli sport che le permettevano di avere visibilità e possibilità di medaglie con le Olimpiadi.
È l'unico tennista della DDR ad essere entrato nella graduatoria ATP.